# منحرف
منحرف (به فرانسوی: Les Égarés) ،فیلمی درام به کارگردانی آندره تشینه که در سال ۲۰۰۳ منشر شد.
بازیگران امانوئل بئار و گاسپار اولیل. 

## بازیگران
- امانوئل بئار در نقش Odile
- گاسپار اولیل در نقش ژان Demas نام مستعار Yvan
- گرگوار لوپرنس رانگه در نقش Philippe
- Clémence مایر به عنوان کتی
- ساموئل Labarthe به عنوان رابردرت
- ژان Fornerod به عنوان ژرژ
- اریک Kreikenmayer به عنوان گارد

منحرف برای اولین بار در سال ۲۰۰۳ جشنواره فیلم کن به نمایش درآمده‌است.

## جوایز و نامزدی‌ها
| جایزه / جشنواره فیلم | دسته                    | گیرنده و نامزد                                      | نتیجه     |
| -------------------- | ----------------------- | --------------------------------------------------- | --------- |
| جشنواره فیلم کن      | نخل                     | نامزدشده                                            | نامزد شده |
| César Awards         | امیدوارکننده‌ترین بازیگر | Gaspard Ulliel,                                     | نامزدشده  |
| César Awards         | امیدوارکننده‌ترین بازیگر | Grégoire Leprince-Ringuet                           | نامزدشده  |
| César Awards         | بهترین فیلمبرداری       | اگنس گدار                                           | نامزدشده  |
| César Awards         | بهترین صدا              | اولیویه Goinardهای Jean-Pierre Laforce ژان-پل Mugel | نامزدشده  |

## مطالعه بیشتر
- مارشال بیل. آندره Téchiné, Manchester University Press, 2007, شابک ‎۰-۷۱۹۰-۵۸۳۱-۷